# The Girl and the Crisis
The Girl and the Crisis er en amerikansk stumfilm fra 1917 af William V. Mong.

## Medvirkende
- Dorothy Davenport som Ellen Wilmot
- Charles Perley som Oliver Barnitz
- Harry Holden som Jacob Wilmot
- William V. Mong som Peter Barnitz
- Alfred Hollingsworth som David Houston